# Jargon File
Das Jargon File (im Buchhandel veröffentlicht unter dem Titel The New Hacker's Dictionary) ist ein populäres Kompendium der Hacker-Ausdrucksweise. Es wird zurzeit von Eric S. Raymond betreut und enthält ein Lexikon über verschiedene Begriffe des Hackens. Außerdem gibt es Einblicke in unterschiedliche Bereiche der ursprünglichen Netz- und Hackerkultur.

## Entstehungsgeschichte des Jargon Files
Ursprünglich war das Jargon File eine Sammlung des Slang technischer Kulturen, wie dem MIT AI Lab, dem Stanford KI-Labor SAIL, und anderen der alten Gemeinschaften rund um das Arpanet/Künstliche Intelligenz (Artificial Intelligence abg. AI)/
Lisp/PDP-10, wie zum Beispiel Bolt Beranek and Newman (BBN), der Carnegie Mellon University und dem Worcester Polytechnic Institute (WPI).

## 1975 bis 1983
Das ursprüngliche Jargon File (im Weiteren 'Jargon-1' oder 'das File' genannt) wurde 1975 von Raphael Finkel in Stanford erstellt. Seitdem bis zur Abschaltung des SAIL-Computers im Jahr 1991 trug sie dort den Namen AIWORD.RFUP oder AIWORD.RFDOC. Von einigen Begriffen, wie frob oder gewissen Bedeutungen des Wortes moby, vermutet man, dass deren Ursprünge sich bis in die frühen 1950er zum
Tech Model Railroad Club des MIT erstrecken.
Zu dieser Zeit vollzogene Änderungen wurden noch nicht in einem Versionssystem erfasst, weswegen die Datei damals allgemein als 'Version 1' bezeichnet wurde.
1976, nachdem er eine Ankündigung des Files auf dem Computer des SAIL gelesen hatte, kopierte Mark Crispin per FTP eine Kopie des Files zum MIT. Er bemerkte dabei, dass es sich sehr auf Begriffe der künstlichen Intelligenz beschränkte, weswegen er der Datei in seinem Verzeichnis den Namen AI:MRC;SAIL JARGON. gab. Jargon ist jedoch nicht ganz treffend, da die Autoren hauptsächlich eine Zusammenfassung des Hacker-Slang schaffen wollten im Gegensatz zu einer Sammlung technischer Fachbegriffe der elektronischen Datenverarbeitung.
Bald wurde das Werk in JARGON > umbenannt. (Das '>' bedeutete unter dem ITS, dass die Datei automatisch versioniert wurde), nachdem Mark Crispin und Guy Steele eine große Menge Erweiterungen eingepflegt hatten. Ab den späten 1970ern fügten Mitglieder der Dynamic Modelling des MIT's Laboratory for Computer Science Einträge hinzu. Unter ihnen waren Marc Blank, Dave Lebling, und Tim Anderson, der ursprüngliche Autor des Textadventures Zork.
Nachdem Raphael Finkel seine Mitarbeit an dem Projekt eingestellt hatte, wurde Don Woods die Kontaktperson für das Werk am SAIL (welches inzwischen sowohl am SAIL als auch MIT lagerte und periodisch abgeglichen wurde). Es wuchs durch Änderungen und Neueinträge bis 1983. Einer der bekannteren Autoren war Richard Stallman, der viele vom MIT und ITS geprägte Begriffe hinzufügte.
Im Frühling 1981 gelang es dem Hacker Charles Spurgeon, Stewart Brand zu überzeugen, einen großen Auszug der Sammlung zusammen mit Illustrationen von Phil Wadler und Guy Steele (inklusive einiger der Crunchly-Comics) in seiner Zeitschrift CoEvolution Quarterly (Ausgabe 29, Seite 26–35) zu veröffentlichen. Dies ist wahrscheinlich die erste Veröffentlichung der Datei in gedruckter Form.
1983 erschien dann eine aktuelle Version von Jargon-1, von Guy Steele um Kommentare für die breite Masse erweitert, als The Hacker's Dictionary (Harper & Row CN 1082, ISBN 0-06-091082-8). Zu dieser Version trugen neben den Editoren von Jargon-1 (Raphael Finkel, Don Woods und Mark Crispin) auch Stallman und Geoff Goodfellow bei. Dieses Buch wird im Folgenden 'Steele-1983' genannt.

## 1983 bis 1990
Kurz nach der Veröffentlichung von 'Steele-1983' hörte das Werk auf, zu wachsen und geändert zu werden. Dies geschah ursprünglich mit der Absicht, es kurzzeitig einzufrieren, um die Herausgabe von 'Steele-1983' zu vereinfachen.
Das MIT AI Labor wurde in den späten 1970ern Opfer von Sparmaßnahmen und daraus resultierenden administrativen Entscheidungen, vom Hersteller unterstützte Hardware und mit ihr auch die sie begleitende proprietäre Software anstatt der bisherigen Eigenentwicklungen zu verwenden, wo immer dies möglich war. Der allergrößte Teil der Arbeiten im Bereich Künstliche Intelligenz hatte sich am MIT auf die sogenannten Lisp-Maschinen verlagert. Gleichzeitig lockte die Kommerzialisierung einige der Besten weg vom MIT in Richtung der Firmenneugründungen Startups auf Route 128 in Massachusetts und westwärts ins Silicon Valley. Diese Startups bauten die vom MIT verwendeten LISP-Maschinen.
Der Hauptcomputer des MIT-AI-Labor wurde ein System, welches nicht unter dem von den AI-Hackern geliebten ITS, sondern unter TWENEX lief.
Bis 1980 war das Stanford AI Lab nahezu Geschichte, obwohl der Computer des SAIL weiterhin vom Computer Science Department bis 1991 verwendet wurde. Stanford wurde zu einem der größten TWENEX-Systeme, welche eine Zeit lang ein Dutzend TOPS-20 Systeme betrieb. Der größte Teil interessanter Software-Entwicklungen geschah Mitte der 1980er Jahre jedoch unter BSD Unix, dem in Berkeley aufkommenden Standardsystem.
Die PDP-10-zentrierte Kultur, welche das File nährte, fand ihr Ende im Mai 1983, als DEC das Jupiter Project beendete. Die Autoren des Werks, bereits örtlich zerstreut, gingen zu anderen Dingen über. 'Steele-1983' war in den Augen seiner Autoren teilweise ein Denkmal für etwas, das sie als eine im Aussterben begriffene Kultur betrachteten; keiner der Beteiligten war sich damals der tatsächlichen, weitreichenden, späteren Einflüsse der Datei bewusst.
Bis Mitte der 1980er war das Jargonfile veraltet. Die Legende, die sich gebildet hatte, ist allerdings nie wirklich in Vergessenheit geraten. Das Buch und Kopien aus dem Arpanet wurden auch in Kulturen weitergegeben, die weit ab vom MIT und Stanford lagen. Sein Inhalt übte einen starken und kontinuierlichen Einfluss auf die Ausdrucksweise und den Humor von Hackern aus. Die Geschwindigkeit der Änderungen hatte sich in der Hacker-Gemeinschaft enorm erhöht und das Jargon File war von einem lebendigen Dokument zum Symbol geworden. Es sollte für die folgenden sieben Jahre unangetastet bleiben.

## 1990 bis heute
Eine neue Version des Jargon Files wurde 1990 begonnen und enthielt nahezu den gesamten Text des späten 'Jargon-1' (ein paar als veraltet betrachtete PDP-10-Begriffe wurden nach Rücksprache mit den Autoren von 'Steele-1983' entfernt). Sie enthielt daneben zirka 80 % des Textes von 'Steele-1983', wobei einige Rahmeninformationen und eingeführte Begriffe, welche nur historisch relevant waren, entfernt wurden.
Die neue Version umfasst einen größeren Bereich als das alte Jargon File. Sein Anspruch ist es, nicht nur die Hackerkultur um AI und PDP-10, sondern die gesamte technische Computerkultur abzudecken, in der sich die Natur der Hacker manifestiert. Mehr als die Hälfte aller Einträge haben ihren Ursprung im Umfeld des Usenet, der C-Programmierer und der Unix-Gemeinde, auch wenn explizit versucht wurde, andere Kulturen ebenfalls zu berücksichtigen, wie die der Programmierer von IBM PCs, der Amiga Fans, der Mac-Anhänger und sogar der Welt der IBM-Mainframe-Computer.

## Kritik am neuen Herausgeber Eric S. Raymond
Der Verwalter der neuen Version, Eric S. Raymond, der diese Version zusammen mit Guy Steele erstellt hat und offiziell auch Herausgeber der gedruckten Version namens The New Hacker's Dictionary ist, ist nicht unumstritten. Unter anderem werfen Kritiker ihm vor, eigene Wortschöpfungen hinzugefügt zu haben und das File dadurch entgegen den Idealen des „Open Source“ entwickelt zu haben. Weiter kritisieren einige, er habe das Jargon File ruiniert, indem er es aus einem Mitschnitt einer einzigen historisch interessanten Kultur in eine allgemeine Sammlung von technischen Fachbegriffen verwandelte.
Außerdem sind einige Personen unzufrieden über die zentrale Kontrolle Raymonds über Einreichungen, über gewisse, vorgeblich fragwürdige Erweiterungen und Änderungen, die er vorgenommen hat und über Begriffe, die er mit der Begründung entfernt hat, sie seien veraltet (was unüblich für historische Wörterbücher ist).
Abgesehen davon wird ihm auch häufig vorgeworfen, dass er über das Jargon File seine persönlichen politischen und sozialen Ansichten verbreitet. Ihm wird insbesondere vorgeworfen, dass er Irak-Krieg und Waffenbesitz befürwortende Einträge hinzugefügt
hat. Raymond erklärte, dass keine derartigen Einträge existieren und dass die ihn beschuldigende Person sich für die Vorwürfe entschuldigt habe.